# Loki Patera

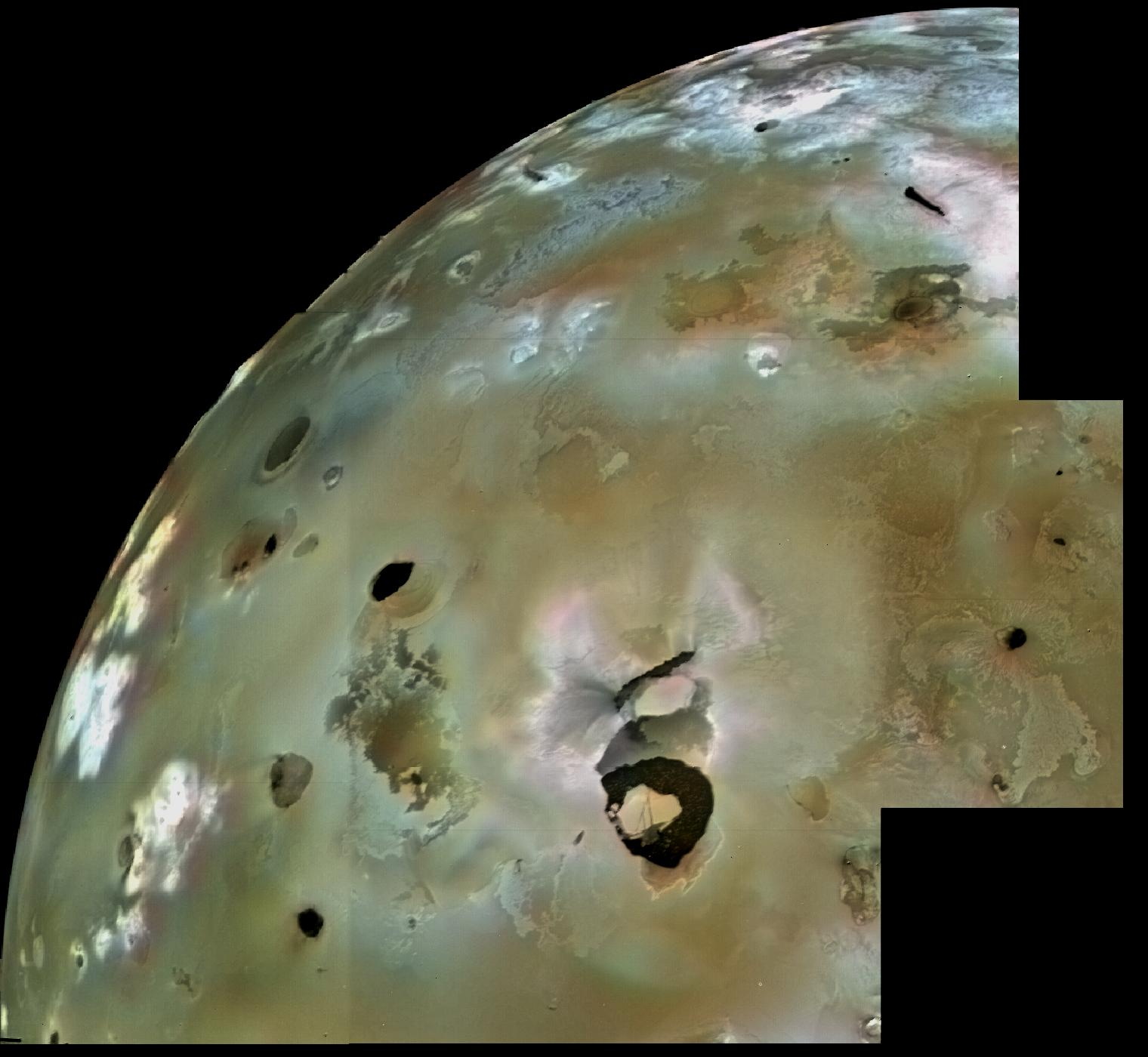
Aufnahme von Loki Patera durch Voyager 1

Die Loki Patera ist ein Vulkan auf dem Jupitermond Io. Er ist zeitweise aktiv wie zum Beispiel im Jahr 1979, als die Raumsonde Voyager 1 vorbeiflog. Im Krater befindet sich möglicherweise ein Lavasee aus Basalt, der Loki-See genannt wird. Am Rande wurde ein ungefähr 200 km langer Graben mit Eruptionen ausgemacht.